# Three Angels
Three Angels – piosenka skomponowana przez Boba Dylana, nagrana przez niego w czerwcu 1970 r. i wydana na albumie New Morning w październiku 1970 r.

## Historia i charakter utworu
Piosenka ta, a właściwie melorecytacja, została nagrana na 6 sesji w Columbia Studio E 4 czerwca. Oprócz niej nagrał Dylan wtedy jeszcze: "New Morning", "Bring Me Water", "Tomorrow Is a Long Time" i "Big Yellow Taxi".
Piosenka "Three Angels" chyba najpełniej ukazuje zmianę, jaka zaszła w podejściu Dylana do własnych tekstów, czyli przejście ze świata "makro" do świata "mikro". We wczesnych latach kariery piosenki Dylana dotyczyły takich spraw jak wojna, bieda, problemy rasowe itp. Obecnie głównym zainteresowaniem artysty cieszy się przyjęcie lub odrzucenie własnej duchowości jednostki. Dlatego piosenka ta jest prekursorem dylanowskiego nawrócenia na chrześcijaństwo i powrotu do judaizmu w 10 lat później.
Centralnym punktem piosenki są trzy anioły, będące zwyczajnymi dekoracjami bożonarodzeniowymi zawieszonymi na masztach. Przez cały czas przechodzą oboka nich tłumy ludzi tak zajętych swoim codziennym życiem, że nie zauważają boskiej natury istnienia.
Ideę trzech aniołów Dylan najpewniej zaczerpnął z Biblii. W Księdze Rodzaju w rozdz. 18 Abraham jest odwiedzany przez trzy anioły. Inne ważne pojawienie się aniołów odbywa się w Ewangelii w księdze Apokalipsy św. Jana (14:6–12), gdy każdy z trzech aniołów przynosi różne zapowiadające apokalipsę ostrzeżenia dla ludzkości.

## Muzycy
- Bob Dylan – pianino, gitara, harmonijka, wokal

sesja szósta
- Al Kooper – gitara, pianino, wokal
- Charlie Daniels – gitara basowa
- Ron Cornelius – gitara
- Russ Kunkel – perkusja
- Hilda Harris – chórki
- Albertine Robinson – chórki
- Maeretha Stewart – chórki

## Wykonania piosenki przez innych artystów
- The Persuasions – Spread the Word (1972)